# Microgaster mediosulcata
Microgaster mediosulcata är en stekelart som beskrevs av Granger 1949. Microgaster mediosulcata ingår i släktet Microgaster och familjen bracksteklar. Inga underarter finns listade i Catalogue of Life.